# Umberto Pirilli
Umberto Pirilli (Gioia Tauro, 25 settembre 1940) è un politico italiano.

## Biografia
Laureato in giurisprudenza, giornalista pubblicista, docente di Diritto Civile presso la Facoltà di Economia e Commercio dell'Università di Messina, è stato Vicesegretario nazionale giovanile del Movimento Sociale Italiano, Consigliere comunale di Messina, Consigliere comunale di Gioia Tauro, Presidente della Provincia di Reggio Calabria (dal 1994 al 1998), Consigliere regionale della Regione Calabria, Amministratore Unico della Sogas, società di gestione dell'Aeroporto di Reggio Calabria, Coordinatore regionale di Alleanza Nazionale per la Calabria e Deputato al Parlamento europeo.
Nel 1994 si è candidato al Senato nel collegio di Palmi: sostenuto dal centrodestra, ha ottenuto 41.557, pari al il 34,76% dei voti, ed è stato sconfitto dal rappresentante dei Progressisti Girolamo Tripodi, che ha ottenuto il 37,97%.
Nel 2004 alle elezioni europee, ottiene 46.876 preferenze e viene deputato al Parlamento europeo nella lista di Alleanza Nazionale nella circoscrizione meridionale dopo rinuncia di Fini, Alemanno e Gasparri, incompatibili con le cariche di governo italiane. In seno al Parlamento europeo si iscrisse nel gruppo parlamentare Unione per l'Europa delle Nazioni. A Strasburgo è stato membro della Commissione per l'industria, la ricerca e l'energia; della Commissione per gli affari esteri; della Commissione temporanea sulle sfide e i mezzi finanziari dell'Unione allargata nel periodo 2007-2013; della Delegazione alla commissione parlamentare mista UE-Bulgaria; della Delegazione alla commissione parlamentare mista UE-Romania.
Alle elezioni europee del 2009, ottiene 63.881 preferenze ma non viene riconfermato, terminando così la sua esperienza europea. 
Alle elezioni comunali di Gioia Tauro del 2010 si candida a sindaco, supportato dal PdL e da una lista civica e pur ottenendo il 48,47% dei consensi, perde al ballottaggio contro Renato Bellofiore, candidato con due liste civiche.